# Louis de Rochechouart de Mortemart
Louis (II.) de Rochechouart (* 3. Oktober 1681; † 31. Juli 1746 in Soissy-sous-Étiolles) aus dem Haus Rochechouart war ein französischer Hochadliger, Militär und Hofbeamter.
Er war Prince de Tonnay-Charente, Duc de Mortemart, Pair de France, Seigneur de Bouchet etc., Premier Gentilhomme de la Chambre du Roi Lieutenant-général und Ritter im Orden vom Heiligen Geist.

## Leben
Louis (II.) de Rochechouart ist der Sohn von Louis (I.) de Rochechouart (1663–1688), General der Galeeren, und Marie Anne Colbert, sowie der Enkel von Louis Victor de Rochechouart, 2. Duc de Mortemart (1636–1688), Marschall von Frankreich, einerseits und Jean-Baptiste Colbert (1639–1683) andererseits.
Er trug zunächst den Namen Prince de Tonnay-Charente und wurde im Alter von sechs Jahren nach dem Tod seines Vaters am 3. April 1688 Herzog von Mortemart und Pair de France.
1699 trat er bei den Musketieren ein, erhielt am 10. April 1700 eine Kompanie im Régiment Royal-Roussillon cavalerie und zog mit diesem Regiment im Dezember 1700 nach Italien.
Zu Beginn des Spanischen Erbfolgekriegs kämpfte er im September 1701 in der Schlacht bei Chiari. Nachdem er am 30. März 1702 Colonel eines Infanterieregiments seines Namens geworden war, schloss er sich diesem in bei der Belagerung von Kaiserswerth (April–Juni) unter dem Kommando von Marquis de Blainville an, der am 15. Juni 1702 nach 59 Tagen offenem Kampfes zur Kapitulation gezwungen wurde. 1703 nahm er an der Kanonade von Péer und an der Schlacht von Ekeren (30. Juni) teil, in der er am Fuß verwundet wurde. Er diente 1704 in der Flandernarmee, die nicht eingesetzt wurde sowie 1705 und 1706 in der Moselarmee. 1707 wurde er in der Rheinarmee unter Marschall Villars eingesetzt und trug dort zur Einnahme der Stolhofener Linie und zur Unterwerfung fast der gesamten Pfalz bei. Er wurde am 19. Juni 1708 zum Brigadier ernannt, kämpfte im selben Jahr in der Schlacht bei Oudenaarde (11. Juli) und am 11. September 1709 in der Schlacht bei Malplaquet. Nach dem Rücktritt des Duc de Beauvilliers im Februar 1710 wurde er am 22. Februar 1710 zum Premier Gentilhomme de la Chambre du Roi ernannt. Im selben Jahr diente er in Flandern, marschierte in Douai ein, beteiligte sich unter François Albergotti an der Verteidigung des Ortes und nahm während der 52 Tage, die diese Belagerung dauerte, an fast allen Ausfällen teil. Als er am 8. Mai einen dieser Ausfälle mit 1000 Grenadieren und 200 Dragonern befehligte, wurden mehr als 400 Männer im Graben getötet, und viele Gefangene gemacht, darunter mehrere Offiziere. Der König ernannte ihn nach dem Verlust von Douai (25. Juni) am 2. Juli zum Maréchal de camp. Er diente 1711 und 1712 weiter in der Flandernarmee, gab im Februar 1712 sein Regiment ab und nahm am Angriff auf die Verschanzungen von Denain (24. Juli), bei den Belagerungen und der Einnahme von Le Quesnoy (September) und Bouchain (Oktober) teil. 1713 wechselte er in die Rheinarmee und kämpfte bei den Belagerungen von Landau (Juni–August) und Freiburg (September).
Er leistete am 15. Juni 1714 als Pair von Frankreich den Eid auf das Parlement de Paris und begab sich anschließend nach Katalonien, wo er noch die letzten Wochen der Belagerung von Barcelona (Juli 1713 – September 1714) diente.
Am 7. September 1714 wurde ihm das nach dem Tod des Duc de Beauvilliers († 31. August 1714) vakante Amt des Generalgouverneurs von Stadt und Zitadelle von Le Havre und zugehöriger Gebieten gegeben. Am 27. September 1718 übernahm sein Sohn Paul Louis von ihm das Amt des Premier Gentilhomme. Im September 1719 trat er zugunsten des Herzogs von Saint-Aignan als Gouverneur von Le Havre etc. zurück. Am 30. März 1720 wurde er zum Lieutenant-général des armées du roi befördert – ehrenhalber, da sein Dienst im Militär beendet war.
Am 3. Juni 1724 wurde zum Ritter im Orden vom Heiligen Geist ernannt. Im April 1730 trat er als Duc de Mortemart und Pair de France zugunsten seines Sohnes Paul Louis zurück, der bereits im Jahr darauf verstarb. Louis de Rochechouart selbst starb am 31. Juli 1746 in seinem Landhaus in Soissy-sous-Étiolles.

## Ehe und Familie
Louis de Rochechouart heiratete am 20. Dezember 1703 Marie Henriette de Beauvilliers († 4. September 1718), Tochter von Paul de Beauvilliers, Duc de Saint-Aignan, Pair de France, Grande von Spanien, Staatsminister (Haus Beauvilliers), und Henriette Louise Colbert (Haus Colbert). Ihre Kinder sind:
- Marie Louise (* 23. September 1704)
- Paul Louis (* 29. April 1710 in Paris; † 4. Dezember 1731 ebenda), 1730 4. Duc de Mortemart, Pair de France; ⚭ 4. Mai 1730 Marie Anne Elisabeth de Beauvau (* 31. Januar 1712), Tochter von Pierre Madeleine de Beauvau, Marquis du Rivau (Haus Beauvau)
- Charles Auguste (* 10. Oktober 1714 in Paris; X 27. Juni 1743 in der Schlacht bei Dettingen), 1731 5. Duc de Mortemart, Pair de France, Grande von Spanien 1. Klasse, Comte de Buzançois etc., Brigadier; ⚭ 1. März 1735 Augustine de Coétquen (* 24. Februar 1722; † 3. Juni 1746) Tochter von Jules Malo de Coétquen, Comte de Combourg, und Marie de Nicolay, sie heiratete in zweiter Ehe am 29. Dezember 1744 Louis Charles de Lorraine, Prince de Lambesc, Comte de Brionne († 22. Juni 1761) (Haus Guise) – die Eltern von Louis François Charles Augustin (* 1739/40, † 27. Dezember 1744), Duc de Rochechouart
- Henriette Athénais (* 29. August 1715), genannt Mademoiselle de Tonnay
- 2 Töchter

Von den vier Töchtern starben zwei in jungen Jahren und zwei im geistlichen Stand im Benediktinerinnen-Konvent von Montargis.
Louis de Rochechouart heiratete am 3. März 1732 in zweiter Ehe Marie Elisabeth de Nicolay, Tochter von Nicolas de Nicolay, Marquis d’Yvoir, und Marie de Brion, Witwe von Jules Malo de Coétquen, Comte de Combourg (die Schwiegermutter seines Sohnes Charles Auguste). Die Ehe blieb ohne Nachkommen.